# Anders Levan
Anders Fredrik Viktor Levan, född 15 maj 1880 i Östra Frölunda församling, Älvsborgs län, död 1 november 1962 i Gävle (Helga Trefaldighets församling), var en svensk ingenjör. Han var far till Eva Levan,  Mats Levan och Barbro Levan.
Levan, som var son till godsägare August Levan, utexaminerades 1901 från Chalmers tekniska läroanstalts avdelningar för maskin- och elektroteknik. Han praktiserade och innehade anställningar i USA såsom bland annat ritare och konstruktör 1903–1906, var konstruktör vid Rapids Mekaniska Verkstads AB i Göteborg 1906–1908, ingenjör vid gasverket i Jönköping 1908–1913, gasverksföreståndare där 1914–1918 och i Gävle 1918–1946. Han var ledamot av styrelsen för Svenska Gasverksföreningen 1931–1935 och av styrelsen för Gas- och Koksverkens ekonomiska förening 1938–1946. Levan är begravd på Dunkehalla kyrkogård.